# Taaningichthys minimus
Taaningichthys minimus är en fiskart som först beskrevs av Tåning 1928.  Taaningichthys minimus ingår i släktet Taaningichthys och familjen prickfiskar. Inga underarter finns listade i Catalogue of Life.